# بارتولد رودولف هاست
بارتولد رودولف هاست (نروژی: Barthold Rudolf Hast; ۹ آوریل ۱۷۲۴ – ۸ اکتبر ۱۷۸۴) پزشک، و گیاه‌شناس اهل سوئد بود.